# Кочетков, Лев Алексеевич
Лев Алексе́евич Кочетко́в (20 марта 1930, Шуйский район, Ивановская Промышленная область, СССР — 13 февраля 2024, Обнинск, Калужская область, Россия) — советский и российский физик. Советник дирекции Физико-энергетического института, кандидат технических наук. Дважды лауреат Государственной премии СССР. Заслуженный энергетик Российской Федерации (1994). 29 апреля 2002 года остановил реактор первой в мире Обнинской АЭС.

## Биография
Лев Кочетков родился 20 марта 1930 года в Шуйском районе Ивановской Промышленной области.
В 1952 году окончил закрытый специальный факультет Московского энергетического института (МЭИ).
В 1951 году проходил учебную практику в Лаборатории «В» (позже — Физико-энергетический институт), через год приезжал туда же на преддипломную и дипломную практики. После окончания института был распределён в ФЭИ и начал работать в лаборатории Михаила Минашина по направлению тепловых реакторов. Проводил расчёты реактора АМ («Атом Мирный») для первой в мире атомной электростанции — Обнинской.
После участвовал в разработках реакторов Белоярской АЭС, транспортабельной АЭС ТЭС-3, судовых установок, Билибинской АЭС. Принимал участие в пусках Сибирской АЭС (Томск-7), двух блоков Белоярской АЭС, АЭС ТЭС-3, АЭС в Чехословакии А-1.
С 1969 года начал работать по направлению реакторов на быстрых нейтронах (быстрых реакторов). Участвовал в разработке и пуске опытно-промышленного реактора БН-350 в городе Шевченко (ныне Актау) в Казахстане, затем — в проектах более мощных реакторных установок БН-600, БН-800, БН-1600, из которых к настоящему времени реализованы проекты БН-600 и БН-800.
29 апреля 2002 года остановил реактор Обнинской АЭС.
Скончался 13 февраля 2024 года в Обнинске Калужской области на 94-м году жизни.

## Награды и премии
- Орден Почёта (2005)
- Государственная премия СССР (1970, за создание Белоярской АЭС)
- Государственная премия СССР
- Заслуженный энергетик Российской Федерации (27 июня 1994) — за достигнутые трудовые успехи и многолетнюю работу в области атомной энергетики

### Публикации Льва Кочеткова

#### Интервью
- Ромашкин Николай. Россия в строительстве реакторов на быстрых нейтронах опережает остальной мир // Обнинский вестник. — 29 сентября 2005 года. — № 38 (65).
- Лев Кочетков: от ртути до натрия, от БР-1 до БН-600 // AtomInfo.Ru. — 6 февраля 2008 года.
- Лев Кочетков: история жизни Первой АЭС в подробностях // AtomInfo.Ru. — 3 июня 2009 года.
- Габрианович Д. «Великий переворот в жизни человечества» // Обнинск. — 16 июня 2009 года. — № 72 (3147). Архивировано 10 мая 2013 года.
- Они строили настоящее и будущее! Лев Кочетков // Жить Хорошо. — 20 августа 2012 года.

### О Льве Кочеткове
- Льву Кочеткову исполняется 80 лет // AtomInfo.Ru. — 19 марта 2010 года.